# Troides trojana
Trogonoptera trojana là một loài bướm thuộc họ Bướm phượng. Nó là loài đặc hữu của Palawan. Sải cánh dài khoảng 18 xentimét (7,1 in). Chúng bay quanh năm. Ấu trùng ăn Aristolochia foveolata.

## Hình ảnh

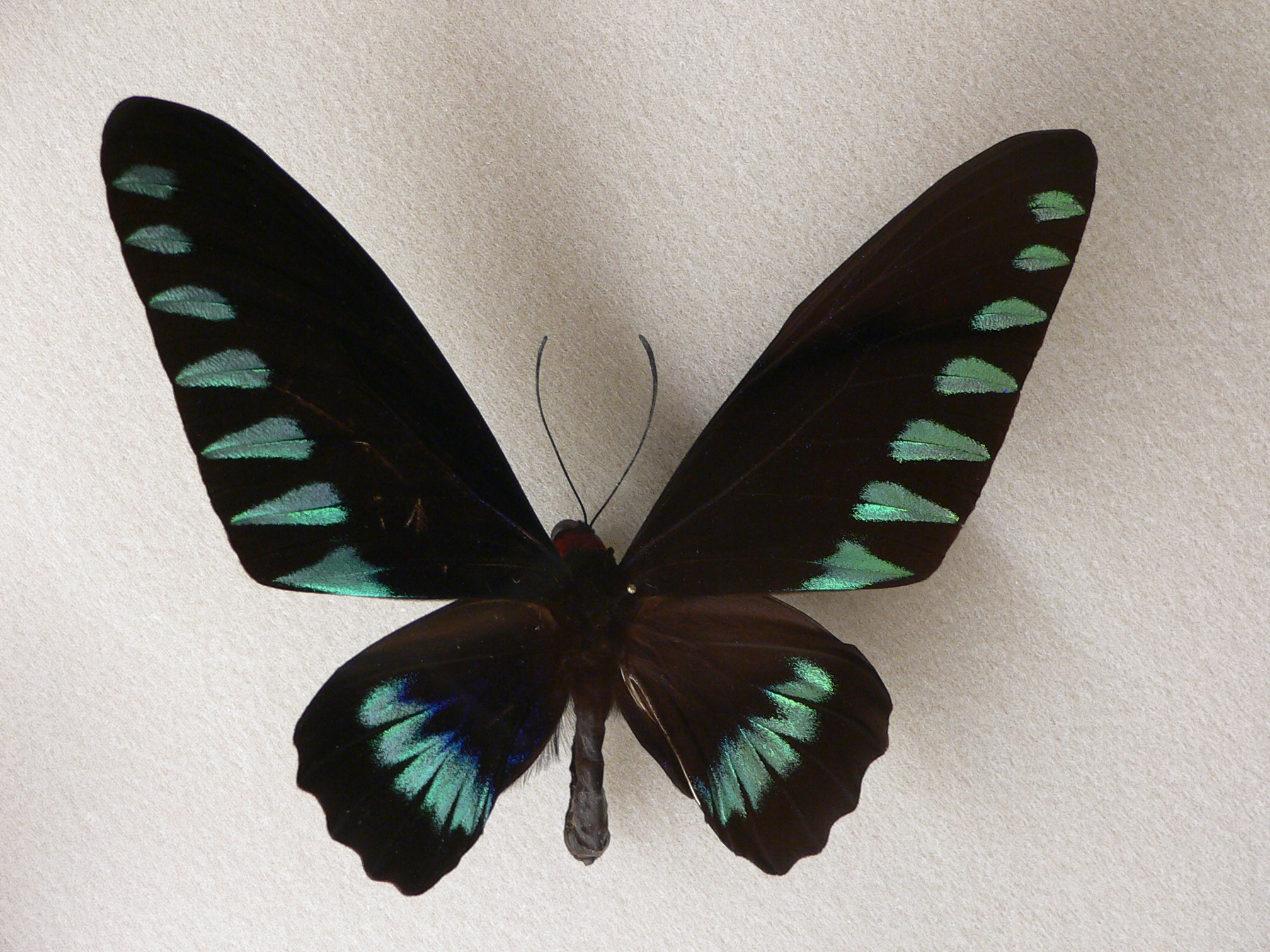
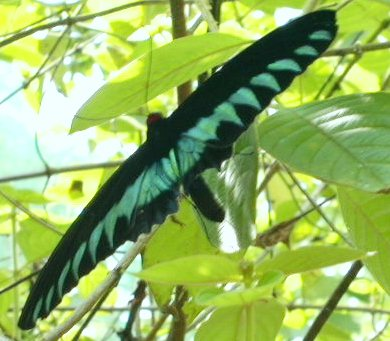